# Endomychus thoracicus
Endomychus thoracicus is een keversoort uit de familie zwamkevers (Endomychidae). De wetenschappelijke naam van de soort werd in 1825 gepubliceerd door Charpentier.